# Limnophila (Limnophila) unispinifera
Limnophila (Limnophila) unispinifera is een tweevleugelige uit de familie steltmuggen (Limoniidae). De soort komt voor in het Afrotropisch gebied.